# Kiss Zsolt (labdarúgó, 1986)
Kiss Zsolt (Győr, 1986. augusztus 21. –) magyar labdarúgó.

## Pályafutása
2007 telén igazolt a Győri ETO-hoz, ahol másfél év alatt 8 elsőosztályú mérkőzésen lépett pályára. Egervári Sándor edző érkezése után már kevés játéklehetőséget kapott, így 2008 nyarán a Gyirmót SE-hez igazolt.